# Suites para violonchelo solo (Reger)

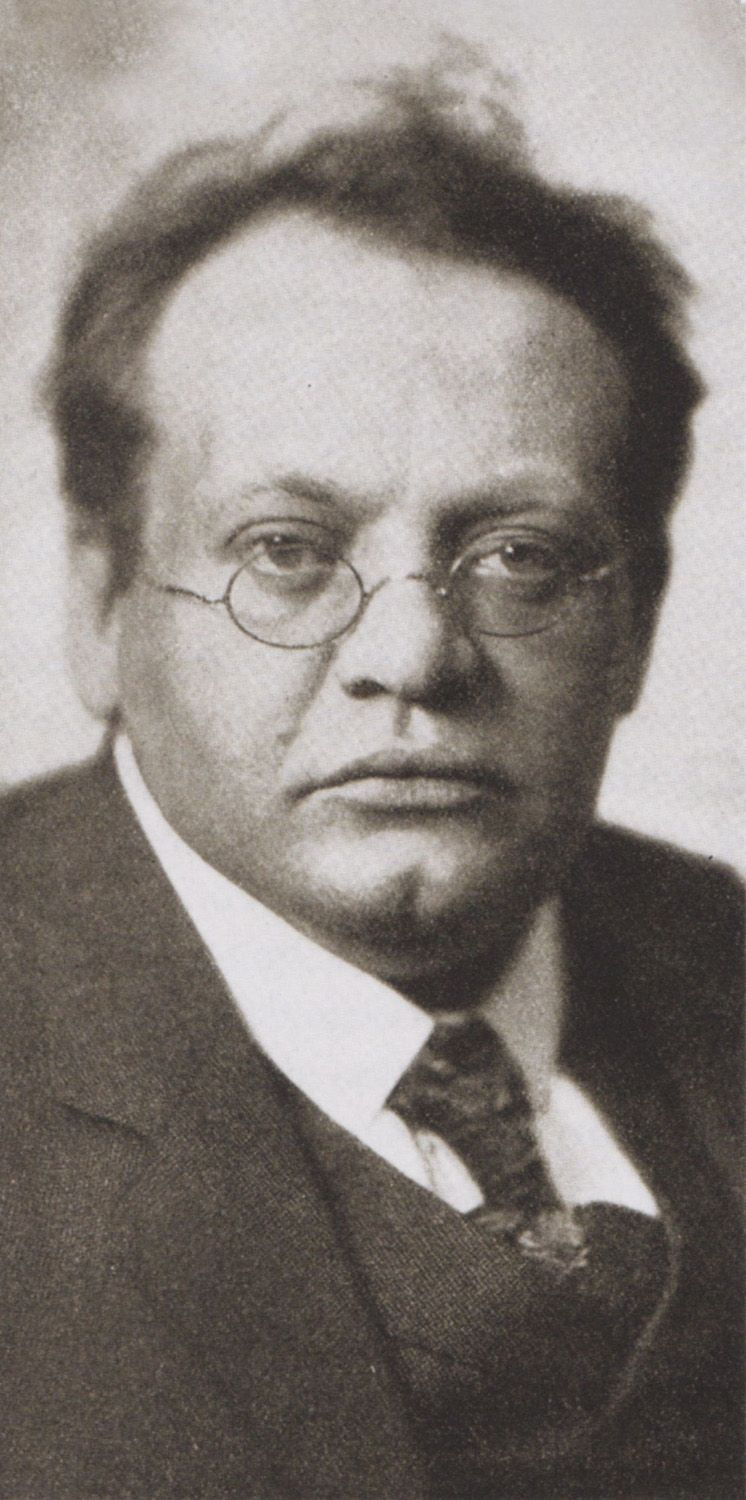
Max Reger 1913

Las tres Suites para violonchelo solo (op. 131c) de Max Reger fueron compuestas en 1915 y se encuentran entre las obras más difíciles del repertorio para este instrumento.

## Movimientos

### Suite n.º 1 ensolmayor
1. Preludio (Vivace)
2. Adagio
3. Fuga (Allegro)

### Suite n.º 2 enremenor
1. Preludio (Largo)
2. Gavota (Alegretto)
3. Largo
4. Giga (perenne)

### Suite n.º 3 enlamenor
1. Preludio
2. Scherzo (Vivace)
3. Andante con variaciones

## Contexto
Max Reger no reprodujo estrictamente la suite barroca, sino que creó una secuencia libre de tres, y cuatro movimientos, de diferente carácter. Siempre comienza con un preludio, para poner en marcha el movimiento con una secuencia de semicorcheas apenas interrumpida.
La Gavota y la Giga de la Suite n.º 2, aunque pertenecen a los movimientos tradicionales de la suite, Reger las contrasta con un Largo, que evoca un soliloquio melancólico.
Con Max Reger, la literatura para solistas de cuerda experimentó un renacimiento, que continuaría durante medio siglo en las obras de Sibelius, Hindemith, Bartók, Honegger y otros.

## Discografía
- Rama Jucker (diciembre 1979, Accord) OCLC 23218180
- Luca Signorini (septiembre 1990, Nuova Era 7016) OCLC 26863752
- Werner Thomas-Mifune (1992, Calig CAL 50921) OCLC 874924004
- Hans Zentgraf (septiembre 1993, MDG) OCLC 36956041
- Jörg Metzger (1995, Concerto Bayreuth) OCLC 312869932
- Pieter Wispelwey (4-6 de septiembre de 1995, Channel Classics CCS 9596) OCLC 36033692
- Guido Schiefen (25-27 de enero de 1999, Oehms Classics) OCLC 76859828
- Norbert Hilger (2002, Querstand) OCLC 164992884
- Alban Gerhardt (28-31 de agosto de 2006 / 5-7 de abril de 2007, Hyperion) OCLC 191936354
- Adalbert Skocic (19-21 de enero de 2009, Gramola) OCLC 768772765

Matt Haimovitz grabó la primera suite para DG en 1990. Vincent Belanger grabó la tercera suite en 2015 para AudioNoteMusic (ANM1601).